# Nya himlar och en ny jord
Nya himlar och en ny jord är en svensk TV-teater i tre delar från 1984, i regi av Hans Dahlin. Manus skrevs av Mats Ödeen och handlar om Carl Jonas Love Almqvists liv. De tre delarna heter i tur och ordning Ut ur salongerna, Tidningsmannen och Cirkeln sluts och sändes 30 oktober, 4 och 7 november 1984.

## Rollista
- Tomas Bolme - Carl Jonas Love Almqvist
- Helena Brodin - Maria Almqvist
- Pontus Gustafsson - Fridolf Almqvist
- Inga-Lill Andersson - Hedda Högel
- Carl Billquist - Erik Gustaf Geijer
- Johannes Brost - Napoleon Berger
- Ulf Brunnberg - Eberhard Hamnström
- Axel Düberg - August von Hartmansdorff
- Dan Ekborg - Franz Sjöberg
- Stefan Ekman - Atterbom
- Suzanne Ernrup - Anette
- Thomas Hellberg - Lars Johan Hierta
- Jan Hermfelt - Anders Stark
- Heinz Hopf - Hazelius
- Tommy Johnson - Olof Södermark
- Ingvar Kjellson - von Scheven
- Jan Erik Lindqvist - Levin
- Elisabeth Nordkvist - Charlotte Södermark
- Bertil Norström - Jöns Svanberg
- Suzanne Reuter -  Vendela Hebbe
- Mikael Rundquist - Johan von Scheven
- Per Sandborgh - Borg
- Lennart Tollén - af Wingård
- Meg Westergren - Malla Silfverstolpe
- Jessica Zandén - Amanda Brandt
- Georg Årlin - Fahlcrantz